# Ukri Merikanto

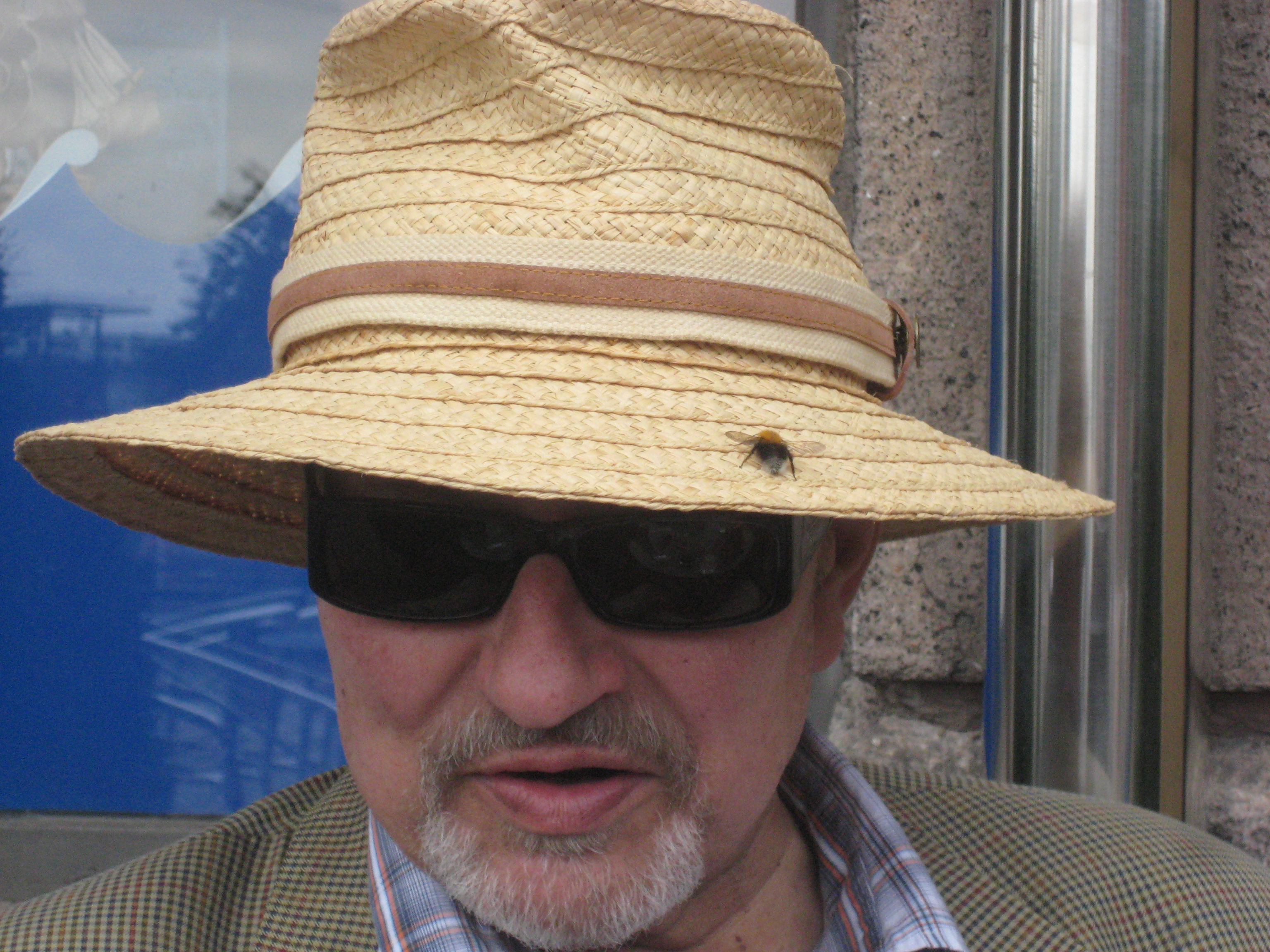
Ukri Merikanto år 2009.

Ukri Uolevi Merikanto, född 20 mars 1950 i Helsingfors, död där 25 juli 2010, var en finländsk skulptör. Han var son till tonsättaren Aarre Merikanto.
Merikanto studerade 1968–1971 vid Finlands konstakademis skola för Pekka Kontio och Harry Kivijärvi och ställde ut första gången 1972 i Helsingfors. Han är känd för sina abstrakta skulpturer i svart eller röd granit och marmor eller blankpolerat stål, sammansatta av två-fyra stenar. Ett återkommande motiv i hans verk är geometriska, segelliknande skulpturer som påminner om båtar och skepp och som karakteriseras av delarnas sneda komposition och asymmetri.
Merikanto har vunnit flera pris i skulpturtävlingar; bland hans offentliga arbeten kan nämnas monumentalskulpturerna Granitsegel (1983) utanför Sibelius-Akademins nya byggnad i Helsingfors, Båtfärden utanför stadshuset och kulturcentret i Träskända (1986–1987), skulpturgruppen Anadyomene (1991) vid S:t Görans kyrka i Mariehamn, På land och hav (1992) i Karleby och monumentet över Otto Manninen i Kangasniemi (2000).
Merikanto undervisade 1974–1979 vid Konstindustriella högskolan. År 2009 mottog han Pro Finlandia-medaljen.
Han ligger begravd på Sandudds begravningsplats i Helsingfors, i samma grav som fadern och farfadern Oskar Merikanto.

### Uppslagsverk
- Merikanto, Ukri i Uppslagsverket Finland (webbupplaga, 2012). CC-BY-SA 4.0